# ShuuKaRen
ShuuKaRen是日本的二人歌唱舞蹈組合，由姐姐藤井萩花和妹妹藤井夏恋组成。组合名取自二人名字的罗马字Shuu和Karen。所屬事務所為LDH公司。所屬唱片公司為日本索尼音樂娛樂旗下廠牌Sony Music Associated Records。

## 成员
两位成员是来自E-girls组合中的亲姐妹，分别为：
- 姐：藤井萩花（日语：／ Fujī Shūka，1994年10月14日（30歲））主唱（前E-girls及Flower成員）
- 妹：藤井夏恋（日语：／ Fujī Karen，1996年7月16日（28歲））主唱、饒舌者（Happiness及E-girls成員）

## 簡歷

### 2016年
- 4月，為E-girls成員所參興的蘋果公司的Beats系列耳機「Beats by Dre」廣告的廣告歌並開始播映。當時起用為廣告歌時，除了歌曲名「UNIVERSE」以外，並没有其他詳細資料[1]。
- 8月11日，於「E-girls LIVE TOUR 2016 〜E.G. SMILE〜」最後公演時，發表了同為E-girls成員的の藤井姊妹(藤井萩花、藤井夏戀) 結成組合「ShuuKaRen」而同時發表了推出出道單曲「UNIVERSE」[2]。
- 9月22日，擔任於國立代代木競技場第一體育館所舉行的B聯賽開幕戰的開幕式，披露了該主題曲「Take-A-Shot! feat. PKCZ®」。這更是結成後初次公開表演[3]。
- 10月5日，發售出道單曲「UNIVERSE」。

### 2017年
- 12月31日，姐姐萩花宣布从演艺圈引退，因此ShuuKaRen组合就此解散[4]。

## 作品
排名為ORICON週榜排名的最高位置

### 單曲
|     | 日本發行日期  | 標題     | 排名 |
| --- | ------------- | -------- | ---- |
| 1st | 2016年10月5日 | UNIVERSE | 4位  |

### 配信单曲
- LOVE YOUR LIFE / 【パラレル・シンクロニシティ】 produced by m-flo（2017年11月10日）

## 音樂合作
| 曲名                     | タイアップ                     | 收錄作品             |
| ------------------------ | ------------------------------ | -------------------- |
| UNIVERSE                 | 蘋果公司「Beats by Dre」廣告歌 | 出道單曲「UNIVERSE」 |
| Tricky                   | 味覺糖「e-maのど飴」廣告歌     | 出道單曲「UNIVERSE」 |
| Take-A-Shot! feat. PKCZ® | B聯賽 2016-17季度 開幕戰主題曲 | 出道單曲「UNIVERSE」 |

## 演出

### CM
- 味覺糖「e-maのど飴」（2016年）[5]

## 外部連結
- ShuuKaRen｜OFFICIAL WEBSITE（页面存档备份，存于）
- ShuuKaRen的Instagram帳戶
- ShuuKaRen的X（前Twitter）